# Dim Days of Dolor
Dim Days of Dolor è l'ottavo album in studio del gruppo musicale gothic metal norvegese Sirenia, pubblicato l'11 novembre 2016 dalla Napalm Records.
L'album è stato anticipato dal lyric video per il brano The 12th Hour e dal video per Dim Days of Dolor, diretto da Owe Lingvall e distribuito l'11 novembre 2016.

## Antefatti
Dim Days of Dolor è stato composto all'inizio del 2016 e la parte strumentale è stata registrata tra luglio e giugno 2016 all'Audio Avenue Studios, studio di registrazione personale di Morten Veland, a Strand, Norvegia.
Il 5 luglio il gruppo annunciò che la cantante Ailyn Giménez aveva lasciato il gruppo per "motivi personali", confermando, inoltre, che non aveva preso parte ad alcuna sessione di registrazione per l'album. In seguito, Morten Veland ha rivelato che i problemi di salute di Ailyn le avevano impedito di svolgere un buon lavoro ed è stata costretta a lasciare il gruppo.
Ad agosto l'album venne missato agli Hansen Studios di Ribe, Danimarca. La copertina è stata realizzata da Gyula Havancsák.
L'8 settembre, dopo la fine delle registrazioni delle parti strumentali, venne presentata il mezzo-soprano francese Emmanuelle Zoldan come nuova cantante ufficiale del gruppo. Le tracce vocali registrate dalla nuova cantante ai Sound Suite Studios a Marsiglia vennero aggiunte all'album in un secondo momento.

## Tracce
Testi e musiche di Morten Veland.
1. Goddess of the Sea – 4:41
2. Dim Days of Dolor – 4:40
3. The 12th Hour – 6:37
4. Treasure n' Treason – 4:54
5. Cloud Nine – 5:14
6. Veil of Winter – 5:29
7. Ashes to Ashes – 4:36
8. Elusive Sun – 5:22
9. Playing with Fire – 5:05
10. Fifth Column – 6:02
11. Aeon's Embrace – 3:55

Tracce bonus
1. Aeon's Embrace (French version) – 3:55 (testo: Emmanuelle Zoldan)

## Formazione

### Sirenia
- Morten Veland – voce death (tracce 3, 9 e 10), chitarre, basso, batteria, tastiere, programmazione
- Emmanuelle Zoldan – voce

### Musicisti aggiuntivi
- Joakim Næss – voce maschile in Dim Days of Dolor e Veil of Winter
- Damien Surian, Mathieu Landry, Emilie Bernou – cori

## Classifiche
| Classifica (2016)          | Posizione massima |
| -------------------------- | ----------------- |
| Belgio (Vallonia)          | 150               |
| Svizzera                   | 89                |
| Regno Unito (Rock & Metal) | 34                |